# Textilarna
Textilarna är en svensk kortfilm från 1948 i regi av Egil Holmsen.
Filmen var en beställningsvara av Textilarbetareförbundet och visade historiska händelser ur den svenska tekoindustrin varvat med spelsekvenser. Manus skrevs av Rudolf Berner och fotograf var Einer Åkesson. Produktionsbolag var Filmo och idén till filmen kom från Gösta Wennström och Ernst Rosenlund. Musiken skrevs av Per-Martin Hamberg. Filmen var 40 minuter lång och premiärvisades den 11 april 1948 på biografen Grand i Norrköping.

## Rollista
- Hugo Jacobson – fadern
- Helga Brofeldt – modern
- Lars Ekborg – sonen
- Eric Gustafson – arbetsgivare kring sekelskiftet 1800-1900
- Lillemor Biörnstad – agitatorn Helga Pettersson
- Sif Ruud – Kata Dalström
- Stig Johanson – en arbetare i modern tid
- Arthur Fischer – familjefadern
- Douglas Håge – ?
- Gösta Wennström – förbundsordföranden

### Fotnoter
1. 1 2  ”Textilarna”. Svensk Filmdatabas. http://sfi.se/sv/svensk-filmdatabas/Item/?itemid=66607&type=MOVIE&iv=Basic&ref=/templates/SwedishFilmSearchResult.aspx?id%3d1225%26epslanguage%3dsv%26searchword%3dtextilarna%26type%3dMovieTitle%26match%3dBegin%26page%3d1%26prom%3dFalse. Läst 13 februari 2013.